# جمال‌الدین آبرومند
جمال‌الدین آبرومند (زاده ۱۳۴۱ تهران) سرتیپ سپاه پاسداران انقلاب اسلامی است، که هم‌اکنون به‌عنوان فرمانده قرارگاه امام حسن، همچنین دستیار محمدباقر قالیباف (رئیس مجلس شورای اسلامی) در حوزه خدمت و پیشرفت فعالیت می‌کند. او پیش‌تر در فاصله سالهای ۱۳۸۷ تا ۱۳۹۷ معاون هماهنگ‌کننده سپاه پاسداران بود.
وی دانش‌آموخته دکتری مهندسی صنایع از دانشگاه علم و صنعت است و فعالیت در سپاه پاسداران انقلاب اسلامی را از سال ۱۳۶۱ آغاز کرد. آبرومند پیش از این جانشین قرارگاه جنگ نرم سپاه بود، همچنین در ادوار مختلف فرماندهی دانشکده فنی و مهندسی دانشگاه امام حسین و معاونت لجستیک نیروی زمینی سپاه، جانشینی معاونت لجستیک ستاد کل سپاه، معاونت آماد، پشتیبانی و تحقیقات صنعتی ستاد مشترک سپاه پاسداران و معاونت طرح، برنامه، بودجه و مالی سپاه پاسداران را نیز برعهده داشت.